# Gérard Farison
Gérard Farison, né le 15 mars 1944 à Terrenoire (Loire), et mort le 8 septembre 2021 à Saint-Raphaël (Var), est un footballeur international français. Évoluant au poste d'arrière gauche du milieu des années 1960 au début des années 1980, il réalise la totalité de sa carrière professionnelle sous les couleurs de l'AS Saint-Étienne.
Il remporte avec cette équipe cinq championnats de France en 1968, 1970, 1974, 1975 et 1976, ainsi que trois Coupe de France en 1974, 1975 et 1977. Il compte également une sélection en équipe de France.

## Biographie

### Jeunesse et débuts laborieux lesVerts(1962-1967)
Gérard Farison naît le 15 mars 1944 à Terrenoire, un quartier ouvrier se situant dans le département de la Loire. Diplômé d'un certificat d'aptitude professionnelle (CAP) de mécanicien gareur (régleur de métiers à tisser), il joue au poste d'ailier gauche à ses débuts. Il rejoint l'AS Saint-Étienne en 1962 et devient arrière gauche. Il remporte avec son club la Coupe Gambardella en 1963 face au CA Sports généraux sur le score de trois buts à zéro. Cependant, avant d'être simplement admis au sein de la réserve professionnelle du club, il joue longtemps avec la troisième équipe du club en Promotion d'Honneur (PH). 

### Stagiaire, remplaçant, puis joueur-clé (1967-1980)

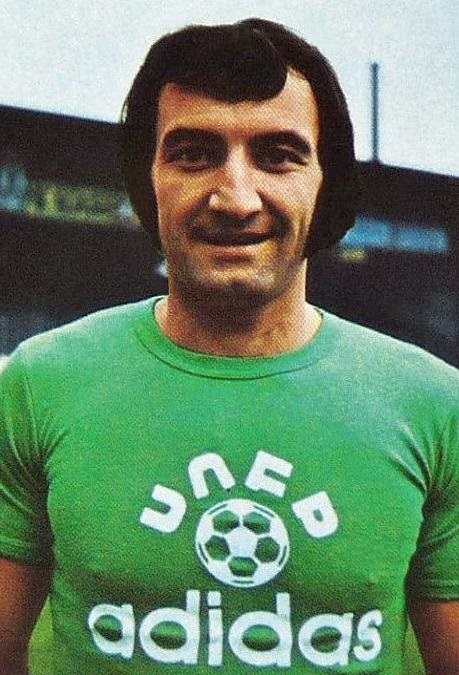
Gérard Farison sous le maillot des Verts (1974).

Malgré de nombreux matches dans les équipes de jeunes, Gérard Farison ne signe son premier contrat stagiaire qu'en 1967, à l'âge de 23 ans. Ses débuts en équipe première remontent à la saison 1967-1968 durant laquelle il ne joue qu'un match, au poste d'ailier gauche, face au Lille OSC le 14 juin 1968, pour une victoire des Verts trois buts à zéro. Barré par Vladimir Durković, Francis Camerini et Georges Polny, il doit attendre la saison 1970-1971 pour s'imposer au sein de la défense stéphanoise et signer son premier contrat professionnel en 1970 à 26 ans.
Surnommé « Tachan » par ses coéquipiers pour sa ressemblance avec le chanteur Henri Tachan, Gérard Farison est un arrière gauche moderne, il monte souvent sur son aile tout en étant un intraitable défenseur. Il s'impose définitivement à son poste en 1972 avec l'arrivée de Robert Herbin au poste d'entraîneur.
Lors de la saison 1973-1974, les Verts remportent le championnat en ne perdant qu'un match lors des quatorze dernières journées puis réussissent le doublé, leur troisième de l'histoire, en battant, deux buts à un, l'AS Monaco en finale de la Coupe de France,. Lors de la réception d'après-match, il effectue un saut périlleux qui lui vaut une blessure à la cuisse et il rate ainsi les trois premiers mois de compétition de l'année suivante. Les Verts réussissent également le doublé lors de la saison 1974-1975 en terminant le championnat avec neuf points d'avance sur le deuxième, l'Olympique de Marseille, puis en battant en finale de la Coupe de France le RC Lens sur le score de deux buts à zéro. En Coupe des clubs champions européens, l'AS Saint-Étienne bat successivement le Sporting CP, le Hajduk Split et le Ruch Chorzów, mais doivent s'incliner en demi-finale face au Bayern Munich (0-0 ; 0-2). 
Durant la saison 1975-1976, il est l'un des acteurs majeurs de l'épopée stéphanoise en Coupe des clubs champions européens. Les Verts iront jusqu'en finale (défaite 1-0 face au Bayern Munich), mais le joueur ne la jouera pas en raison d'une blessure reçue le 4 mai 1976, lors d'une âpre rencontre face au Nîmes Olympique en championnat,. En fin de saison, l'AS Saint-Étienne remporte un troisième titre consécutif de champions de France, avec trois points d'avance sur l'OGC Nice. L'année suivante, l'AS Saint-Étienne échoue en quart de finale de la Coupe des clubs champions européens face à Liverpool, le futur vainqueur de l'épreuve. En championnat, les Verts terminent à la 5e place mais remportent la Coupe de France face au Stade de Reims en finale, la sixième du club. Le but de la victoire (2-1) est marqué par Alain Merchadier sur un corner tiré par Gérard Farison.

#### En sélection (1976)
Il est appelé en équipe de France par Michel Hidalgo lors d'un match amical contre la Pologne. La rencontre est remportée par les Bleus sur le score de deux buts à zéro, le 24 avril 1976. C'est sa seule apparition avec les Tricolores, à l'exception d'une rencontre de gala non officielle contre le Borussia Mönchengladbach, le 24 août 1976. Convoqué une dernière fois pour disputer une rencontre face au Danemark le 1er septembre 1976, il déclare forfait pour se consacrer exclusivement à son club.

### Reconversion et retraite (1980-2002)
Après avoir grandement participé à la grande époque des Verts, il rejoint en 1980 l'équipe de l'Étoile sportive fréjusienne en tant qu'entraîneur-joueur. L'équipe évolue alors en Division d'Honneur Régionale (DHR) et Gérard Farison occupe en parallèle le poste d'éducateur sportif à la mairie de Fréjus. Il prend sa retraite d'éducateur sportif en 2002 à Saint-Raphaël et reste dans le Var.

### Décès
Le 8 septembre 2021, le journal Le Progrès annonce la disparition de Gérard Farison à l'âge de 77 ans,. « De la Coupe Gambardella 1963 à la finale de Coupe des clubs champions européens 1976, le natif de Terrenoire a écrit quelques-unes des plus belles pages de notre histoire. L'ASSE pleure un enfant de la famille Verte. » écrit l'AS Saint-Étienne.
Ses obsèques se déroulent à Saint-Raphaël, le 13 septembre 2021.

## Palmarès
Gérard Farison dispute au total 412 rencontres officielles (407 titularisations, 7 buts) dont 329 de première division avec l'AS Saint-Étienne, ce qui fait de lui le 5e joueur le plus capé de l'histoire du club. Avec l'équipe junior, il remporte la Coupe Gambardella en 1963. Il est également champion de France lors des saisons 1967-1968, 1969-1970, 1973-1974, 1974-1975 et 1975-1976 et vice-champion de France lors de la saison 1970-1971. Il remporte à trois reprises la Coupe de France en 1973-1974, 1974-1975 et 1976-1977, ainsi que le Challenge des champions en 1968. 

## Statistiques
Le tableau ci-dessous résume les statistiques en matchs officiels de Gérard Farison durant sa carrière de joueur professionnel,. 
| Saison    | Club             | Pays   | Championnat | Championnat | Championnat | Coupes nationales | Coupes nationales | Coupe d'Europe | Coupe d'Europe | Coupe d'Europe | Sélection | Sélection | Total  | Total |
| Saison    | Club             | Pays   | Division    | Matchs      | Buts        | Matchs            | Buts              | Type           | Matchs         | Buts           | Matchs    | Buts      | Matchs | Buts  |
| --------- | ---------------- | ------ | ----------- | ----------- | ----------- | ----------------- | ----------------- | -------------- | -------------- | -------------- | --------- | --------- | ------ | ----- |
| 1967-1968 | AS Saint-Étienne | France | Division 1  | 1           | 0           | -                 | -                 | -              | -              | -              | -         | -         | 1      | 0     |
| 1968-1969 | AS Saint-Étienne | France | Division 1  | -           | -           | 1                 | 0                 | -              | -              | -              | -         | -         | 1      | 0     |
| 1969-1970 | AS Saint-Étienne | France | Division 1  | 10          | 0           | -                 | -                 | -              | -              | -              | -         | -         | 10     | 0     |
| 1970-1971 | AS Saint-Étienne | France | Division 1  | 35          | 0           | 5                 | 0                 | C2             | 1              | 0              | -         | -         | 41     | 0     |
| 1971-1972 | AS Saint-Étienne | France | Division 1  | 27          | 0           | 1                 | 0                 | C3             | 1              | 0              | -         | -         | 29     | 0     |
| 1972-1973 | AS Saint-Étienne | France | Division 1  | 32          | 1           | 5                 | 0                 | -              | -              | -              | -         | -         | 37     | 1     |
| 1973-1974 | AS Saint-Étienne | France | Division 1  | 34          | 4           | 7                 | 0                 | -              | -              | -              | -         | -         | 41     | 4     |
| 1974-1975 | AS Saint-Étienne | France | Division 1  | 26          | 0           | 8                 | 0                 | C1             | 7              | 0              | -         | -         | 41     | 0     |
| 1975-1976 | AS Saint-Étienne | France | Division 1  | 28          | 0           | 1                 | 0                 | C1             | 8              | 0              | 1         | 0         | 37     | 0     |
| 1976-1977 | AS Saint-Étienne | France | Division 1  | 36          | 2           | 9                 | 0                 | C1             | 6              | 0              | -         | -         | 51     | 2     |
| 1977-1978 | AS Saint-Étienne | France | Division 1  | 36          | 0           | 3                 | 0                 | C2             | 2              | 0              | -         | -         | 41     | 0     |
| 1978-1979 | AS Saint-Étienne | France | Division 1  | 34          | 0           | 4                 | 0                 | -              | -              | -              | -         | -         | 38     | 0     |
| 1979-1980 | AS Saint-Étienne | France | Division 1  | 30          | 0           | 6                 | 0                 | C3             | 8              | 0              | -         | -         | 44     | 0     |
| Total     | Total            | Total  | Total       | 329         | 7           | 50                | 0                 | -              | 33             | 0              | 1         | 0         | 412    | 7     |